# Pixiv (公司)
pixiv株式會社（日语：ピクシブ株式会社）是一家总部位于东京都澀谷區、属于安利美特集团的网络风险投资企业集团公司。目前正在运营提供插图交流服务的会员制网站“pixiv”及其相关服务。

## 历史
- 2005年7月25日 - ウェブッテネット株式會社成立[2]。
- 2006年7月1日 - 改名为クルーク株式會社；
- 2008年11月1日 - 改名为pixiv株式會社；
- 2016年12月31日 - 片桐孝憲退休（离任董事），副社長永田寬哲担任社长，执行官伊藤浩樹晋升为总裁兼代表董事[3]；
- 2018年1月1日 - 片桐、伊藤退出董事会，永田成为总裁兼代表董事[4]；
- 2018年6月6日 - 永田辞去代表董事兼总裁职务，國枝信吾成为总裁兼代表董事[5]。

### pixiv公司业务改变的背景
在クルーク株式會社成立初，由Linux、Apache、MySQL、PHP等开源软件和本土服务器承接低价系统开发和核心项目的网页合同制作；在2007年9月10日，クルーク株式會社的服务器公司外部合作人，上谷隆宏参考了Flickr，设计出pixiv的测试版原型并开始对外公测，一个月内用户已快速增长至10,000.同年10月1日，上谷加入公司，开始接手开发和管理业务。pixiv在2008年达到38万会员，日流量达到360,000。同年公司修改了业务内容，将pixiv作为核心业务；2008年11月1日公司名称改为pixiv株式會社。